# うらる丸
うらる丸（うらるまる）は、かつて大阪商船（現：商船三井）が所有・運航していた貨客船である。日中戦争や太平洋戦争の一時期には病院船として使用された。1944年に戦没。

## 概要
大阪商船の阪神～大連航路船として、1929年に三菱重工業長崎造船所で竣工。ばいかる丸の拡大改良型で、需要が増大していた大連航路の増強用として建造された。
日中戦争中の1937年～1938年は、日本陸軍に徴用されて病院船となった。
その後は通常航路に戻っていたが、太平洋戦争が勃発すると再び陸軍に徴用されて、主に輸送船として使用された。日本周辺、シンガポール、フィリピン、ラバウル、パラオ方面への輸送に従事した。一時は病院船として使用されて、白色船体に赤十字などの識別塗装がされていた。病院船として運用中の1943年4月3日に、アメリカ軍機の爆撃を受け損傷したため、日本側は戦争犯罪であるとして非難した。
1944年9月、輸送船としてシンガポールを出て、ボルネオのミリからマニラに向かうミマ11船団に参加。南シナ海を航行中の9月27日にアメリカ潜水艦「フラッシャー」の雷撃を受け沈没した。